# (262536) Nowikow
(262536) Nowikow est un astéroïde de la ceinture principale.

## Description
(262536) Nowikow est un astéroïde de la ceinture principale. Il fut découvert le 26 octobre 2006 à Mauna Kea par Paul Wiegert et Amanda Papadimos. Il présente une orbite caractérisée par un demi-grand axe de 2,42 UA, une excentricité de 0,15 et une inclinaison de 0,5° par rapport à l'écliptique.

## Compléments